# رأس الكلاب
رأس الكلاب (بالفرنسية: Pointe des chiens)‏ هو رأس يقع على الساحل الشمالي لجزيرة جالطة التونسية.
| رأس الكلاب |